# Неффа
Джованні Пелліно (італ. Giovanni Pellino; творчий псевдонім Неффа; нар. 7 жовтня 1967, м. Скафаті) — репер, італійський співак і автор-виконавець власних пісень.

## Біографія
Народився в місті Скафаті, провінція Салерно, 7 жовтня 1967 році. В 9 років переїхав до м. Болонья, де живе і зараз, там же згодом почав співати хіп-хоп. Починає свою кар'єру в 80-ті роки, як ударник в різних групах у напрямку Hardcore Punk. На початку 90-х Неффа присвячує себе музичному стилю хіп-хоп, як репер і продюсер. Бере участь в «Isola Posse All Stars», потім в «Sangue Misto». Успіх прийшов в 1994 році завдяки альбому «SxM», створеному в співпраці з «Deda» і «Dj Gruff», об'єднані під псевдонімом «Sangue Misto». Згодом альбом «SxM» стає важливою віхою в історії італійського хіп-хопу.

## Цікаві факти
Псевдонім Неффа народжується в період його роботи ударником у Negazione, сміючись над схожістю з колишнім парагвайським футболістом кремонської футбольної команди Густаво Неффа. Пізніше вони познайомилися та потоваришували.
У Неффи є брат Гаетано Пелліно, він теж музикант, який є автором саундтреку до фільму «Cuori rubati» («Вкрадені серця»), популярний у 2003 році.
Пісня «La mia Signorina» повністю двозначна. Насправді, моя синьйоріна-марихуана.
У 2008 році Неффа бере участь у створенні диска свого товариша Deda під псевдонімом Johnny Boy and the Neffertons у піснях Bust a Loose та Let-s Do In The Hay.

## Джерело
- Офіційний сайт співака

| Гітара | Це незавершена стаття про співака. Ви можете допомогти проєкту, виправивши або дописавши її. |